# Hlînkî (Bila Krînîțea), Rivne
Hlînkî (în ucraineană Глинки) este un sat în comuna Bila Krînîțea din raionul Rivne, regiunea Rivne, Ucraina.

## Demografie
Componența lingvistică a localității Hlînkî
     Ucraineană (98,86%)
     Rusă (1,14%)
Conform recensământului din 2001, majoritatea populației localității Hlînkî era vorbitoare de ucraineană (98,86%), existând în minoritate și vorbitori de rusă (1,14%).